# Eduardo Guillermo Bonvallet
Eduardo Guillermo Bonvallet Godoy (13 de gener de 1955 - 18 de setembre de 2015) fou un futbolista xilè.
Va formar part de l'equip xilè a la Copa del Món de 1982. Fou jugador de Fort Lauderdale Strikers	i Tampa Bay Rowdies a la NASL.